# Anciens territoires de l'Est de l'Allemagne
Les anciens territoires de l'Est de l'Allemagne (en allemand Ehemalige deutsche Ostgebiete) sont les provinces ou les régions situées à l'est de la frontière orientale de l'Allemagne actuelle (la ligne Oder-Neisse), qui furent perdus par l'Allemagne après la Première Guerre mondiale puis la Seconde Guerre mondiale. Les territoires perdus après la Première Guerre mondiale comprennent la plus grande partie de la province de Posnanie et de la province de Prusse-Occidentale. Les autres territoires perdus après la Seconde Guerre mondiale incluent la province de Prusse-Orientale, la Poméranie ultérieure, la Nouvelle-Marche, la Haute-Silésie et la plus grande partie de la Basse-Silésie. Dans l'Allemagne d'aujourd'hui, le terme fait référence habituellement seulement aux territoires perdus après la Seconde Guerre mondiale, tandis qu'en Pologne les territoires acquis de l'Allemagne après la Seconde Guerre mondiale furent surnommés les « territoires récupérés ». Les anciens territoires de l'Est de l'Allemagne ne doivent pas être confondus avec les six nouvelles régions d'Allemagne qui étaient le territoire de l'Allemagne de l'Est avant la réunification.
La frontière d’après-guerre entre l'Allemagne et la Pologne (la ligne Oder-Neisse) fut officiellement reconnue par l'Allemagne de l'Est en 1950 par le traité de Zgorzelec, sous la pression de Staline. En 1952, la reconnaissance de la ligne Oder-Neisse comme frontière permanente était l'une des conditions de Staline pour que l'Union soviétique acceptât une réunification de l'Allemagne (voir Notes de Staline (en)). L'offre fut rejetée par le chancelier allemand Konrad Adenauer. La position officielle du gouvernement allemand sur le statut des anciens territoires orientaux de l'Allemagne occupés par des communautés sédentaires allemandes à l'est de l'Oder et de la Neisse était que ces zones étaient « temporairement sous administration polonaise [ou soviétique] ». En 1972, l'Allemagne de l'Ouest reconnut la ligne comme une frontière de facto dans le traité de Varsovie.
En 1990, dans le cadre de la réunification de l'Allemagne, l’Allemagne de l'Ouest reconnut les « faits sur le terrain » et accepta les clauses dans le traité portant règlement définitif concernant l'Allemagne dans lequel l'Allemagne renonçait à toute prétention sur tout territoire à l'est de la ligne Oder-Neisse. La reconnaissance de la ligne Oder-Neisse comme frontière de l'Allemagne fut officialisée par l'Allemagne réunifiée dans le traité sur la frontière germano-polonaise, est entré en vigueur le 16 janvier 1992.

## Usage

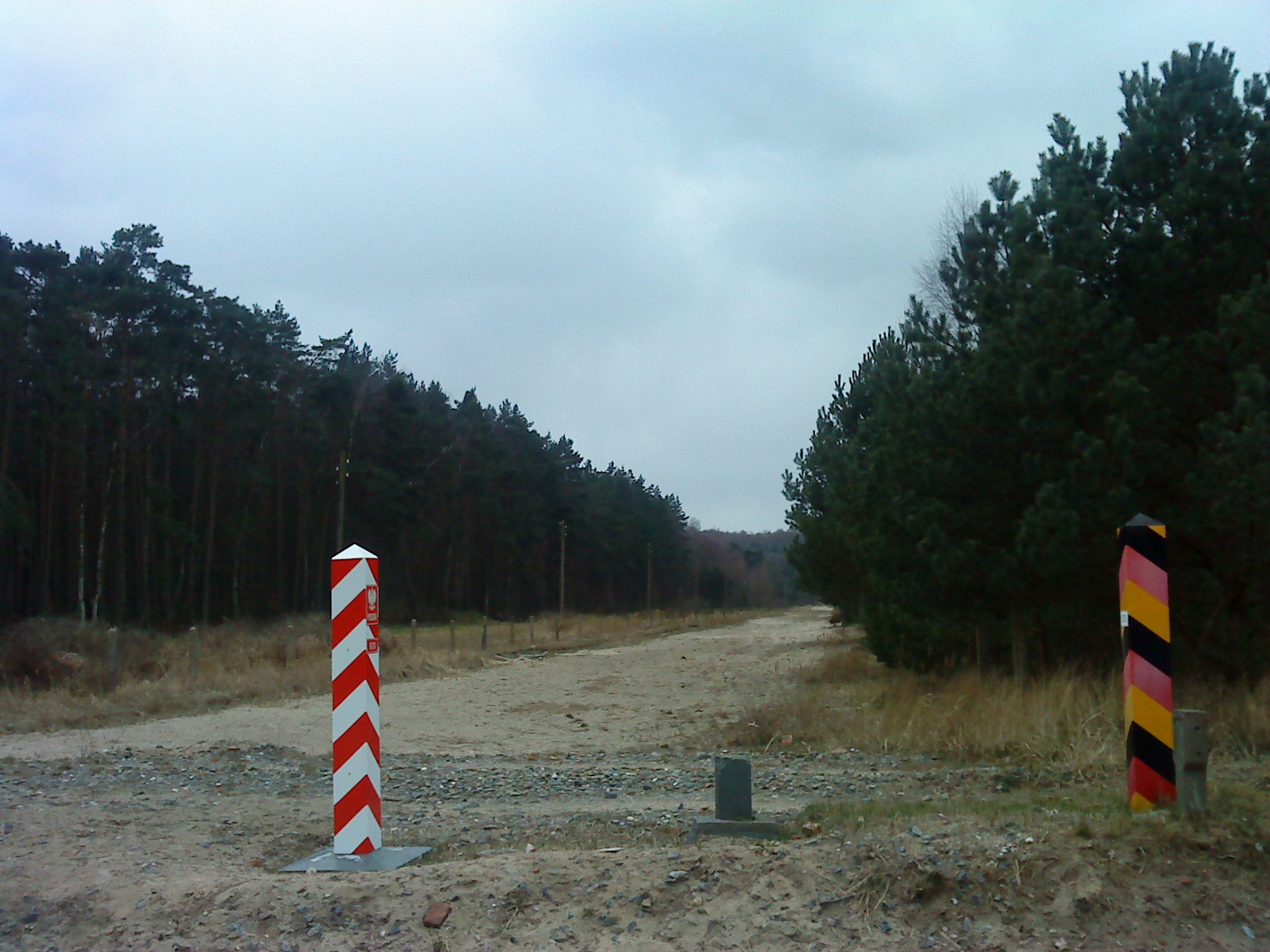
Ligne Oder-Neisse à Usedom.

Dans les accords de Potsdam, la description des territoires transférés est décrites sous la forme « Les anciens territoires allemands à l'est de la ligne Oder-Neisse », et les dérivés de cette description sont le plus couramment utilisé pour décrire les anciens territoires de l'Allemagne à l'est de la ligne Oder-Neisse.
Le nom d’Allemagne de l'Est, un terme politique, utilisé pour être le nom familier et commun pour la République démocratique allemande (RDA), et fait miroir au terme familier et commun pour l'autre état allemand d’Allemagne de l'Ouest. En se concentrant sur la période avant la Seconde Guerre mondiale, « Allemagne orientale » est utilisé pour décrire tous les territoires à l'est de l'Elbe (Elbie orientale), comme en témoignent les œuvres du sociologue Max Weber et du théoricien politique Carl Schmitt,,,,, mais en raison des modifications de frontières dans le XXe siècle, après la Seconde Guerre mondiale, le terme « Allemagne de l'Est » et Allemagne orientale signifie le territoire de la République démocratique allemande.
En allemand, il y a un seul terme usuel Ostdeutschland, qui signifie Allemagne de l'Est ou Allemagne orientale, le terme allemand assez ambigu n'a jamais prévalu pour désigner la RDA. Depuis que Ostdeutschland a été utilisé pour désigner les cinq lands d’après guerre de l'Allemagne réunifiée. Cependant, parce que les gens et les institutions dans les États, traditionnellement considérées comme le centre de l'Allemagne, comme les trois nouveaux États du sud de Saxe-Anhalt, l'État libre de Saxe et l'État libre de Thuringe, utilisent encore le terme centre de l'Allemagne en se référant à leur région et ses institutions, Ostdeutschland reste un terme ambigu.

## Histoire

### Fondation de l’Empire allemand, 1871

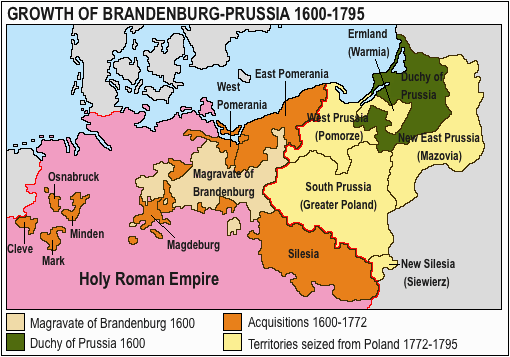
Extension au fil du temps du Brandebourg-Prusse (1600-1795).

L'empire allemand entre 1871 et 1918, dont la Prusse en bleu.

Au moment de la fondation de l'Empire allemand en 1871, le royaume de Prusse était la partie la plus importante et la partie dominante de l'empire. Les territoires prussiens incluait les territoires pris par la Prusse lors des trois partitions de la Pologne au XVIIIe siècle: le Brandebourg oriental, la Silésie, la Poméranie et la province de Prusse et de Poznań (Posen). Plus tard, ces territoires seraient appelés en Allemagne « Ostgebiete des deutschen Reiches » (les territoires de l'Est de l'Empire allemand).

### Traité de Versailles, 1919

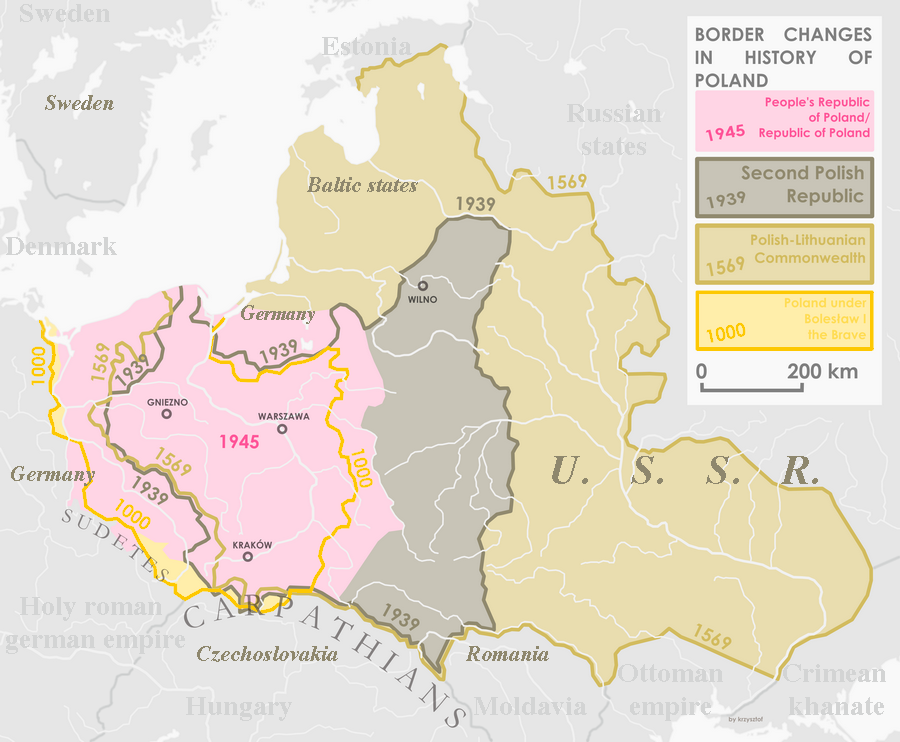
Modifications des frontières dans l'histoire de la Pologne.

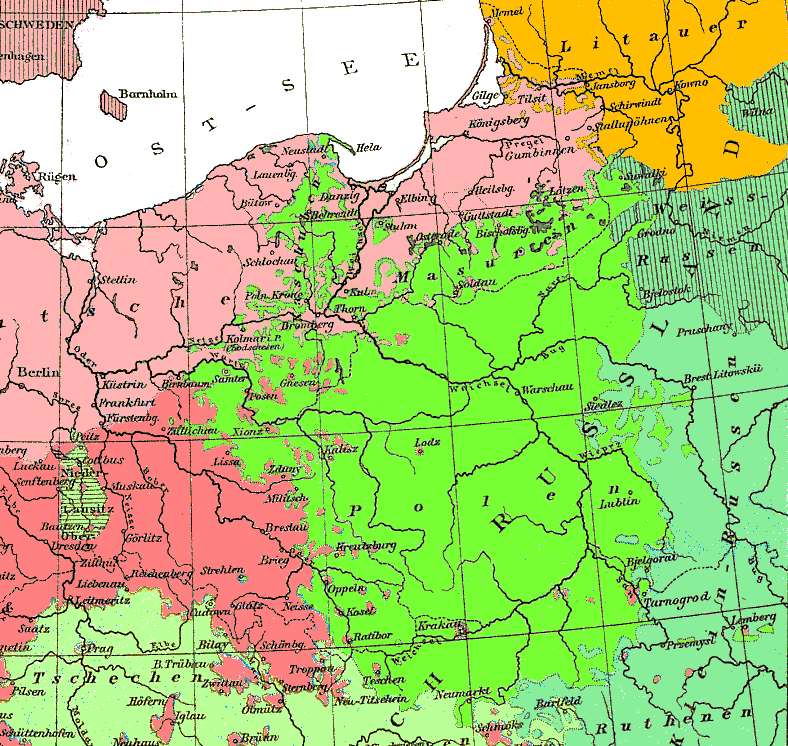
Atlas allemand de 1880 montrant la diffusion des langues.

Le traité de Versailles de 1919 qui mit fin à la Première Guerre mondiale et restaura l'indépendance de la Pologne, connu sous le nom de la Deuxième République de Pologne, et l'Allemagne fut contrainte de céder certains de ses territoires, dont la plupart avaient été pris par la Prusse lors des trois partitions de la Pologne, et avait fait partie du royaume de Prusse et plus tard de l'Empire allemand pendant plus de 100 ans. Les territoires cédés à la Pologne en 1919 étaient ceux abritant une majorité polonaise, comme la province de Posnanie, la partie sud-est de la Haute-Silésie et le corridor de Dantzig.
Les transferts de terre en Europe centrale à la suite de Versailles incluaient :
- La plus grande partie de la Grande-Pologne (« province de Posen ») et la Poméranie orientale (parties de la province de Prusse-Occidentale), la plupart avaient été conquise par le royaume de Prusse lors des partitions de la Pologne fut remis à la Pologne après l'insurrection de Grande-Pologne (ce territoire avait une superficie de 53 800 km² et abritait 4 224 000 habitants (en 1931) dont 510 km2 et 26 000 habitants de la province de Haute-Silésie)[9].
- La zone de Hlučín de la région de Moravie-Silésie à la Tchécoslovaquie (316 ou 333 km2 et 49 000 personnes),
- La partie orientale de la province de Haute-Silésie (dont Katowice), à la Pologne (d’une superficie de 3 214 km² et abritant 965 000 personnes),
- La partie nord de la Prusse orientale, nommé territoire de Memel, qui fut placée sous le contrôle de la France (et qui, plus tard, fut annexée par la Lituanie, selon le nom de région de Klaipéda),
- La région de Działdowo (Soldau) (d’une superficie de 492 km2) à la Pologne ; quelques villages de la partie orientale de la province de Prusse-Occidentale et dans la partie sud de la province de Prusse-Orientale (Warmia et Mazurie) à la Pologne après le plébiscite de la Prusse-Orientale de 1920.
- La ville de Dantzig (Gdańsk en polonais) avec le delta de la Vistule sur la mer Baltique, devint la ville libre de Dantzig sous le mandat de la Société des Nations et l'autorité partielle polonaise (région de 1 893 km², 408 000 habitants en 1929).

### Annexion allemande de la zone d’Hultschin et du territoire de Memel

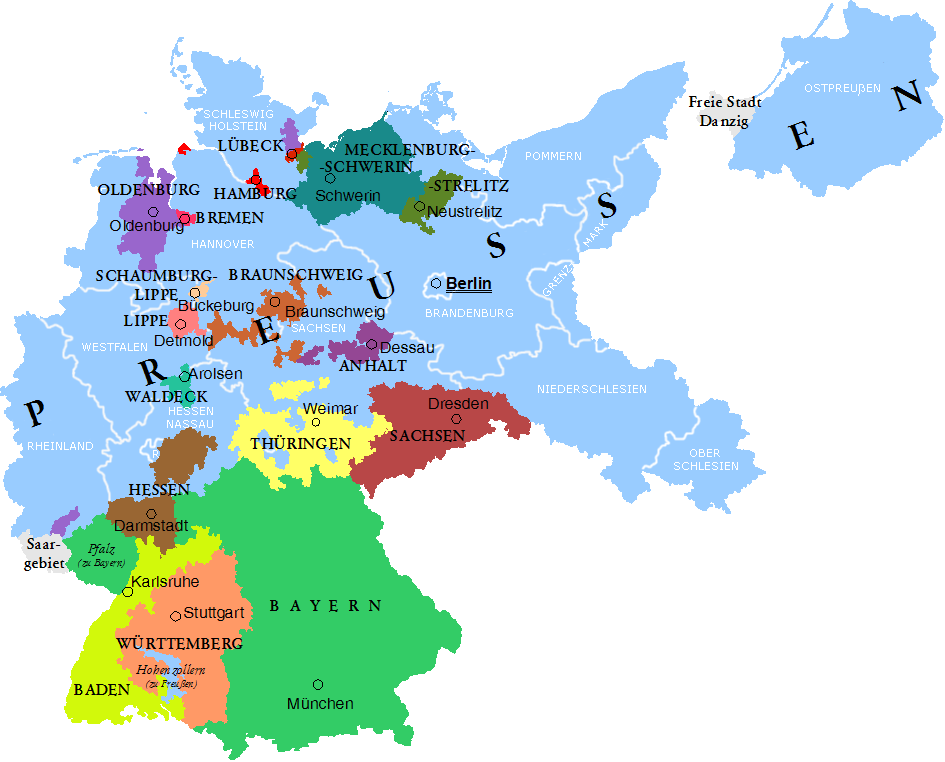
La République de Weimar en 1925.

En octobre 1938, la région de Hlučín (Hlučínsko en tchèque, Hultschiner Ländchen en allemand) de la région de Moravie-Silésie qui avait été cédée à la Tchécoslovaquie en vertu du traité de Versailles fut annexée par le Troisième Reich au détriment de la Tchécoslovaquie conformément aux accords de Munich. Cependant, à la différence d'autres territoires tchécoslovaques perdus, il ne fut pas rattaché à Reichsgau de la région des Sudètes (région administrative couvrant les Sudètes), mais à la Prusse (province de Haute-Silésie).
À la fin de 1938, la Lituanie avait perdu le contrôle de la situation dans le territoire de Memel. Dans les premières heures du 23 mars 1939, une délégation lituanienne dut se rendre à Berlin à la suite de la réception d’un ultimatum, le ministre lituanien des Affaires étrangères Juozas Urbšys (en) et son homologue allemand Joachim von Ribbentrop signèrent le traité de cession du territoire de Memel à l’Allemagne en échange d'une zone de libre accès lituanienne dans le port de Memel, utilisant les installations érigées les années précédentes.

### Occupation allemande de la Pologne durant la Seconde Guerre mondiale, 1939-1945

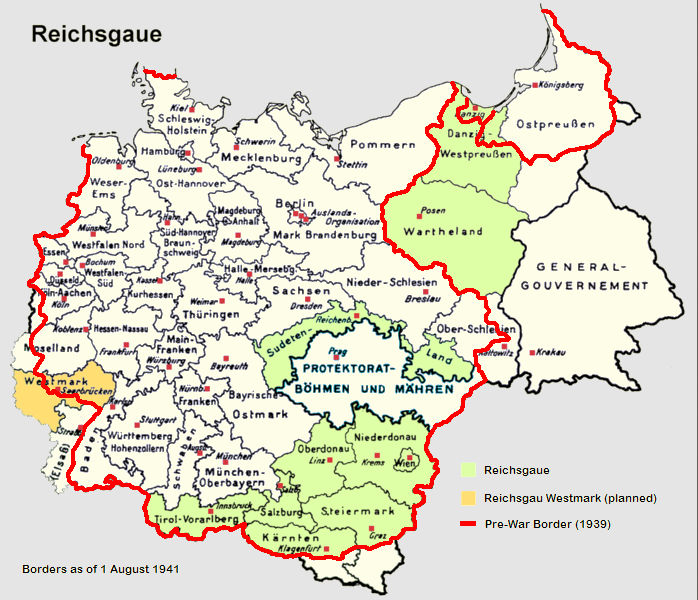
Carte de Reichsgaue en 1941.

Entre les deux guerres mondiales, beaucoup en Allemagne affirmaient que le territoire cédé à la Pologne en 1919-1922 devait retourner à l'Allemagne. Cette affirmation était l’une des justifications de l'invasion allemande de la Pologne en 1939, annonçant le début de la Seconde Guerre mondiale. Le Troisième Reich annexa les anciennes territoires allemands, comprenant le corridor de Dantzig, la province de Prusse-Occidentale, la province de Posnanie, et certaines parties de l'est de la province de Haute-Silésie. Le conseil de la ville libre de Dantzig vota pour devenir à nouveau une partie de l'Allemagne, bien que les Polonais et les Juifs fussent privés de leurs droits de vote et tous les partis politiques non nazis furent interdits. En plus de reprendre les territoires perdus en 1919, l'Allemagne annexa également d'autres territoires qui n’avaient jamais été allemands.
Deux décrets signés par Adolf Hitler (daté du 8 octobre et du 12 octobre 1939) divisèrent les zones annexées de la Pologne en unités administratives:
- Reichsgau Wartheland (initialement Reichsgau Posen), qui comprenait l'ensemble de voïvodie de Poznań, la plupart de la voïvodie de Łódź, cinq comtés de la voïvodie de Poméranie, et un comté de la voïvodie de Varsovie;
- Reichsgau Dantzig-Prusse Occidentale (initialement Reichsgau Prusse Occidentale), qui se composait de la zone restante de la voïvodie polonais de Poméranie, de la ville libre de Dantzig (territoire mandataire de la Société des Nations) et de la province de Prusse-Occidentale;
- District de Zichenau (de) (Regierungsbezirk Zichenau), composé des cinq comtés du nord de la voïvodie de Varsovie (Płock, Płońsk, Sierpc, Ciechanów et Mława), qui devint une partie de la Prusse orientale;
- District de Katowice (Regierungsbezirk Kattowitz), ou de la Haute-Silésie orientale (de) (Ost-Oberschlesien), qui comprenait les comtés de Sosnowiec, Będzin, Chrzanów et Zawiercie, et des parties des comtés d’Olkusz et de Żywiec.

Ces territoires d’une superficie de 94 000 km² abritaient une population de 10 000 000 personnes.
Le reste du territoire polonais fut annexé par l'Union soviétique (voir pacte Molotov-Ribbentrop) ou fut inclus dans la zone d'occupation allemande contrôlée par le Gouvernement général de Pologne.
Après l'attaque allemande contre l'Union soviétique en juin 1941, le district de Bialystok, qui comprenait les comtés de Białystok, Bielsk Podlaski, Grajewo, Łomża, Sokółka, Volkovysk et Grodno, furent « attachés à »  (et non intégrés dans) la Prusse orientale, alors que la Galicie orientale (District de Galicie), qui comprenait les villes de Lwów, Stanisławów et Tarnopol, furent inclus dans le Gouvernement général de Pologne.

### Accord de Potsdam, 1945
L'Allemagne perdit des territoires à l'est de la ligne Oder-Neisse, à la fin de la guerre en 1945, lorsque la reconnaissance internationale de son droit de juridiction sur ces territoires lui fut conditionnellement retirée. La « condition », mentionnée dans le traité de paix allemand final, était de définir la ligne frontière réelle, qui pouvait ou pas être la ligne Oder-Neisse. À Potsdam, l’hypothèse faite par un grand nombre était qu'un traité de paix allemand final était imminent, mais cela s’avéra être incorrect.
Après la Seconde Guerre mondiale, comme convenu lors de la conférence de Potsdam (qui s’était tenue du 17 juillet jusqu'au 2 août 1945), toutes les régions à l'est de la ligne Oder-Neisse, reconnues par la communauté internationale comme partie de l'Allemagne jusqu'en 1939 ou occupées par Allemagne pendant la Seconde Guerre mondiale, furent placés sous la juridiction d'autres pays.

## Après guerre
Après la guerre, la « question allemande » fut un facteur important de l'histoire et de la politique allemande et européenne. Le débat affecta la politique et de la diplomatie de la guerre froide et joua un rôle important dans les négociations qui aboutirent à la réunification de l'Allemagne en 1990. En 1990, l'Allemagne reconnut officiellement sa frontière orientale au moment de sa réunification dans le traité portant règlement définitif concernant l'Allemagne, mettant fin à toutes les réclamations résiduelles de souveraineté que l'Allemagne avait pu avoir sur tous les territoires à l'est de la ligne Oder-Neisse.
Entre 1945 et 1990, le gouvernement de l'Allemagne de l'Ouest faisait référence à ces territoires comme des « anciens territoires allemands temporairement sous administration polonaise et soviétique ». Cette terminologie fut utilisée pour les territoires de l'Allemagne de l'Est situé dans les frontières de 1937 de l'Allemagne, et se fondait sur la terminologie utilisée dans les accords de Potsdam. Elle fut uniquement utilisée par la république fédérale d'Allemagne; et les gouvernements polonais et soviétiques s’opposèrent à l'implication évidente que ces territoires devraient un jour revenir à l'Allemagne. Le gouvernement polonais préféra utiliser l'expression « territoires récupérés », affirmant une sorte de continuité, car certaines parties de ces territoires avaient des siècles auparavant été gouvernés par les Polonais de souche.

### Expulsion des Allemands et réinstallation

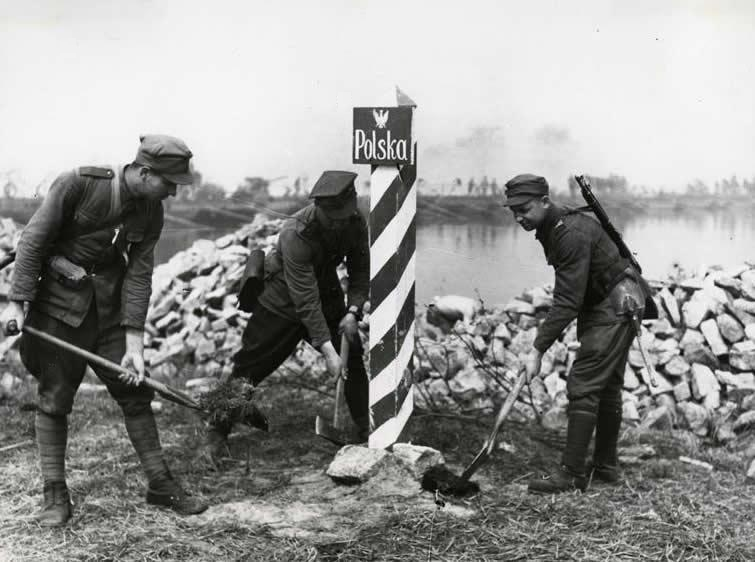
Délimitation de la nouvelle frontière germano-polonaise en 1945.

Avec la progression rapide de l'Armée rouge à l'hiver 1944-1945, les autorités allemandes évacuèrent en catastrophe de nombreux Allemands à l'ouest de la ligne Oder-Neisse. La majorité de la population germanophone présente à l’est de la ligne Oder-Neisse (environ 10 millions dans le seul ostgebiete) qui n’avaient pas déjà été évacués fut expulsée. Bien que dans la période d'après-guerre, des sources allemandes citaient souvent le nombre de 16 millions d'Allemands évacués et expulsés et le nombre de morts entre 1,7 et 2,5 millions, Aujourd'hui, les chiffres sont considérés par certains historiens comme exagérés et sont plus probablement compris entre 400 000 à 600 000. Certaines estimations actuelles estiment le nombre de réfugiés allemands à 14 millions dont environ un demi-million de morts pendant les évacuations et expulsions,.
Au même moment, les Polonais du centre de la Pologne expulsèrent les Polonais de l'ancienne Pologne orientale, les rapatriés polonais internés et travailleurs forcés. Les Ukrainiens furent réinstallés de force lors de l'opération Vistule et les survivants juifs de l'Holocauste furent installés dans les territoires allemands acquis par la Pologne, alors que le nord de l'ancienne province de Prusse-Orientale (Oblast de Kaliningrad, gagné par l'URSS) fut transformé en une zone militaire et fut par la suite peuplé avec des Russes.

### Ostpolitik
Dans les années 1970, l’Allemagne de l'Ouest adopta l’Ostpolitik dans ses relations extérieures, qui s’efforçait de normaliser les relations avec ses voisins en reconnaissant les réalités de l'ordre européen de l'époque, et abandonnant les éléments de la doctrine Hallstein. L’Allemagne de l'Ouest « abandonna, au moins pour le moment, ses revendications par rapport à l'autodétermination et à la réunification allemande, reconnaissant de facto l'existence de la République démocratique allemande (RDA) et la ligne Oder-Neisse ». Dans le cadre de cette nouvelle approche, l’Allemagne de l'Ouest conclut des traités d'amitié avec l'Union soviétique (traité de Moscou (1970)), la Pologne (traité de Varsovie (1970)), l’Allemagne de l'Est (traité fondamental (1972)) et la Tchécoslovaquie (traité de Prague (1973)).

## Situation actuelle
Au cours des 20 dernières années, la « question allemande » fut mise en sourdine par un certain nombre de phénomènes connexes :
- Le temps fit que moins de gens ayant vécu dans ces régions sous la juridiction allemande soient encore en vie.
- Dans le traité de Moscou (1990), portant règlement définitif concernant l'Allemagne, l'Allemagne renonça à toute prétention sur les territoires à l'est de la ligne Oder-Neisse. La reconnaissance par l'Allemagne de la frontière fut renouvelée dans le traité sur la frontière germano-polonaise, le 14 novembre 1990. Les traités furent signés par les deux Etats allemands et ratifiés en 1991 par l’Allemagne réunifié.
- L'expansion de l'Union européenne vers l'Europe centrale en 2004 permit à tout Allemand qui souhaitait vivre et travailler en Pologne, et donc à l'est de la ligne Oder-Neisse, de le faire sans avoir besoin d'un permis. Les expulsés et réfugiés allemands sont devenus libres de visiter leurs anciennes maisons et de s’y établir, même si certaines restrictions subsistèrent concernant l'achat de terrains et de bâtiments.
- La Pologne est entrée dans l'espace Schengen le 21 décembre 2007, supprimant tous les contrôles aux frontières à sa frontière avec l'Allemagne.

Dans le cadre de la réunification allemande, le chancelier Helmut Kohl accepta les changements territoriaux effectués après la Seconde Guerre mondiale, créant une certaine indignation parmi la Fédération des expulsés (de), alors que certains Polonais étaient préoccupés par une éventuelle renaissance de leur traumatisme de 1939 via une « seconde invasion allemande », cette fois avec des Allemands rachetant leurs terres, ce qui était bon marché à l'époque. Cela se produisit mais à une échelle plus petite que ce que beaucoup de Polonais redoutaient, et la côte polonaise de la mer Baltique est devenue une destination touristique populaire pour les Allemands. Le prétendu « tourisme de la nostalgie », qui était souvent perçu comme étant très agressif jusque dans les années 1990, tend aujourd'hui à être considéré comme une virée nostalgie bon enfant plutôt que l'expression de la colère et du désir du retour des territoires perdus.
Certaines organisations en Allemagne continuent de réclamer les territoires de l'Allemagne ou des biens pour les citoyens allemands. La Fiducie prussienne (de) (ou la Société des revendications prussienne), qui disposait probablement de moins d'une centaine de membres, rouvrit le vieux litige, quand en décembre 2006, elle présenta 23 demandes individuelles contre le gouvernement polonais à la Cour européenne des droits de l'homme. Les demandes portaient sur une compensation ou le retour de biens spoliés de ses membres à la fin de la Seconde Guerre mondiale. Un rapport d'experts commandé conjointement par les gouvernements allemand et polonais « établit par des spécialistes du droit international confirma que les plaintes déposées par la Fiducie prussienne avaient peu de chance de succès. Mais le gouvernement allemand ne put empêcher ces demandes d’être formulées et le gouvernement polonais estima que ces dépôts de plainte justifiaient un commentaire d’Anna Fotyga, ministre polonais des Affaires étrangères, qui « exprim[a] [sa] profonde préoccupation lors de la réception d’informations sur une réclamation contre la Pologne présenté par la Fiducie prussienne à la Cour européenne des droits de l'homme ». Le 9 octobre 2008, la Cour européenne des droits de l'homme déclara l'affaire opposant la Preussische Treuhand à la Pologne irrecevable, parce que la Convention européenne des droits de l'homme n’impose pas d'obligations aux États contractants de restituer les biens qui leur avaient été transférés avant qu'ils ne ratifient la Convention.
Après que le Parti national-démocrate d'Allemagne, décrit comme une organisation néo-nazie, remporta six sièges au parlement du Land de Mecklembourg-Poméranie-Occidentale en septembre 2006, le chef du parti, Udo Voigt, déclara que son parti exigeait pour l'Allemagne ses « frontières historiques » et s’interrogeait à propos des traités frontaliers actuels.

## Anciens territoires de l'Est dans l'histoire allemande
Les anciens territoires de l'Est furent le théâtre de nombreux événements marquants de l'histoire allemande, mais sont généralement considérés de nos jours en Pologne comme étant  « étrangers » plutôt que locaux.
Il s’agit notamment des batailles comme les victoires de Frédéric le Grand à Mollwitz en 1741, à Hohenfriedeberg en 1745, à Leuthen (1757) et à Zorndorf (1758), et de ses défaites à Gross-Jägersdorf en 1757 et à Kunersdorf en 1759. L’historien Norman Davies décrit Kunersdorf comme « la plus grande catastrophe de la Prusse » et l'inspiration pour Elegy de Christian Tiedge à « l'humanité massacrés par l'illusion sur l'autel de sang ». Pendant les guerres napoléoniennes, la ville de Poméranie de Kolberg fut assiégée en 1807 (inspirant un film de propagande nazie durant la Seconde Guerre mondiale), alors que la Grande Armée française était victorieuse à Eylau en Prusse orientale la même année. Les traités de Tilsit furent signés séparément dans la ville même en juillet 1807 entre Napoléon et les Russes et les Prussiens. La croix de fer, la plus haute distinction militaire de l'Allemagne, fut créée (mais pas attribuée) par le roi Frédéric-Guillaume III à Breslau le 17 mars 1813. Durant la Première Guerre mondiale, Hindenburg remporta des victoires cruciales à Tannenberg et aux lacs de Mazurie, expulsant les forces russes de la Prusse orientale.
De nombreuses personnalités de la culture et de l'histoire allemande (dont certaines sont encore en vie) sont nés ou résident dans les anciens territoires de l'Est. Ci après une liste non exhaustive:

### Politiciens, hommes d'État et les dirigeants nationaux
- Friedrich von Gentz
- Adalbert Falk
- Ferdinand Lassalle
- Eduard Lasker
- Catherine II, impératrice de Russie
- Augusta-Victoria de Schleswig-Holstein-Sonderbourg-Augustenbourg, dernière impératrice d'Allemagne
- Leo von Caprivi, chancelier
- Georg Michaelis, chancelier
- Gustav Bauer, chancelier
- Helmuth James Graf von Moltke, juriste et opposant au nazisme
- Egon Krenz, chef du parti socialiste unifié d'Allemagne
- Arthur Zimmermann, ministre des Affaires étrangères, auteur du télégramme Zimmermann
- Otto Landsberg, ministre de la Justice, un des signataires du traité de Versailles
- Walther von Lüttwitz, à l'origine du putsch de Kapp
- Reinhold Wulle
- Frédéric-Auguste III, roi de Saxe, se retira à Sibyllenort en Basse-Silésie après son abdication en 1918
- Wilhelm Pieck, premier président de l'Allemagne de l'Est
- Cecil von Renthe-Fink, ambassadeur, puis plénipotentiaire au Danemark puis en France pendant la Seconde Guerre mondiale
- Paul Hensel (de), politicien et champion des Masuriens (à ne pas confondre avec le philosophe Paul Hensel (de))
- Herbert Hupka (de), politicien de la CDU

### Figures militaires
- Paul von Hindenburg, maréchal, président allemand
- Hermann von Eichhorn, maréchal
- Günther von Kluge, maréchal
- Erich von Falkenhayn, général
- Heinz Guderian, général
- Hans-Ulrich Rudel, le membre des forces armées allemandes le plus décoré
- Erich von dem Bach-Zelewski, SS
- Kurt Daluege, SS
- Manfred von Richthofen (le « baron rouge »), as
- Kurt Wintgens, as
- Otto Liman von Sanders, conseiller militaire de l'Armée ottomane
- Colmar Freiherr von der Goltz, conseiller militaire de l'Armée ottomane
- Dietrich von Saucken, général
- Walther Wever, commandant avant guerre de la Luftwaffe
- Hyacinth Graf Strachwitz von Groß-Zauche und Camminetz
- Heinrich Freiherr von Lüttwitz
- Helmut Lent, as
- Günther Radusch (de), as
- Walter Schilling (de), général
- Rudolf Schoenert (en), as
- Paul Zorner (de), as
- Joachim Müncheberg, as
- Herbert Kaminski (pt), as
- Max Näther (de), as
- Kurt Student, général
- Erich Fellgiebel, général, impliqué dans le complot du 20 juillet 1944
- Dietrich von Choltitz, dernier gouverneur militaire de Paris pendant la seconde Guerre mondiale
- Felix Steiner, général SS ayant participé à la Bataille de Berlin
- Hanna Reitsch, aviatrice
- Melitta Schenk Gräfin von Stauffenberg, aviatrice
- Ludwig Yorck von Wartenburg
- Hermann von Boyen

### Scientifiques et mathématiciens
- Ferdinand von Richthofen, géographe et explorateur
- David Hilbert
- Max Born
- Walther Nernst
- Paul Ehrlich, immunologiste
- Georg von Arco, physicien et ingénieur radio , cofondateur de Telefunken
- Hugo Münsterberg, psychologue germano-américain
- Paul Nipkow, un des pionniers de la technologie qui mènera à la télévision moderne
- Emil Krebs, polyglotte et sinologue
- Ehrenfried Walther von Tschirnhaus, mathématicien. Fut également, la première personne à découvrir un moyen de fabrication de la porcelaine en Europe à l'échelle industrielle
- Ferdinand Schichau, ingénieur
- Fritz Haber, chimiste, lauréat du prix Nobel
- Günter Blobel, biologiste, lauréat du prix Nobel

### Philosophes et théologiens
- Immanuel Kant
- Arthur Schopenhauer
- Friedrich Daniel Ernst Schleiermacher
- Dietrich Bonhoeffer
- Johann Georg Hamann
- George de Polentz (de), le premier évêque Luthérien
- Johann Gottfried Herder
- Paul Hensel (de) (à ne pas confondre avec le politicien Paul Hensel (de))

### Historiens et archéologues
- Heinrich Graetz
- Gottfried Bernhardy (de)
- Arthur Milchhoefer
- Theodor Schieder
- Fritz Gause

### Musiciens
- Philipp and Xaver Scharwenka, compositeurs
- Moritz Moszkowski, compositeur
- George Henschel, chanteur, pianiste, chef d'orchestre et compositeur
- Edgar Froese, fondateur du groupe de musique électronique Tangerine Dream
- Sylvius Leopold Weiss, compositeur et luthiste
- Otto Klemperer, chef d'orchestre
- Kurt Masur, chef d'orchestre
- Johann Sedlatzek (en), flûtiste
- Dame Elisabeth Schwarzkopf, chanteur anglo-autrichien né allemand
- Johann Gottfried Piefke, compositeur de marches patriotiques
- Richard Wetz, compositeur
- John Kay, membre des Steppenwolf
- Carl Loewe, qui passa une grande partie de sa carrière à Stettin

### Poètes, écrivains, dramaturges, et d'autres personnalités culturelles
- Martin Opitz
- Angelus Silesius
- Andreas Gryphius
- Friedrich von Logau
- Ewald Christian von Kleist
- Joseph Freiherr von Eichendorff
- Gustav Freytag
- E. T. A. Hoffmann
- Arnold Zweig
- Gerhart Hauptmann
- Günter Grass
- Bogumil Goltz, humorist
- Johann Friedrich Reichardt
- Walter Bruno Henning, linguiste
- Marion von Dönhoff
- Emanuel Lasker, champion du monde d'échecs
- Paul Mross (en), maitre aux échecs
- Franz von Oppersdorff (de), mécène de Beethoven
- Robert Wiene, directeur de film (Le Cabinet du docteur Caligari)
- Alfred Döblin
- Janosch, écrivain populaire pour les enfants  (il fait souvent référence à sa nationalité comme Silésien)
- Edward Sapir, linguiste

### Peintres
- Carl Friedrich Lessing
- Adolph Menzel
- Michael Willmann, « le Rembrandt Silésien »
- Lovis Corinth

### Architectes
- Richard Konwiarz (de), concepteur du stade omnisports Schlesierkampfbahn (maintenant le stade olympique de Wrocław)
- Max Berg, concepteur de la halle du Centenaire de Wrocław
- Carl Gotthard Langhans, concepteur de la Porte de Brandebourg
- Hanns Hopp (de) vivait à Königsberg pour un temps et conçu de nombreux bâtiments publics et privés dans cette ville

### Acteurs
- Armin Mueller-Stahl
- Matthias Habich
- Veruschka von Lehndorff
- Volker Lechtenbrink (de)
- Hans Heinrich von Twardowski
- Ulli Lommel
- Marianne Hold

### Divers
- Karl Denke, tueur en série cannibale célèbre, qui a fait les manchettes en Silésie dans les années 1920
- Herta Heuwer, inventeur du currywurst
- Rochus Misch, dernier occupant survivant du Führerbunker
- Beate Uhse, aviatrice et fondatrice des premiers sex shops au monde , Beate Uhse AG
- Ludwig Guttmann, fondateur des Jeux paralympiques
- Hardy Rodenstock (de), éditeur, amateur de vins (et suspecté de fraude au vin (de))
- Karl Godulla (de), industriel, le « roi du Zinc », ayant contribué grandement à l'industrialisation de la Silésie
- François-Guillaume de Prusse, homme d'affaires et membre de la maison des Hohenzollern, né à Grünberg
- Sophie Charlotte Elisabeth Ursinus (de), tueuse en série